# 東藤島 (福井市)
東藤島（ひがしふじしま）は、福井県福井市の地域。あずまブロック(北東部)に属する。

## 人口
東藤島には2024年1月1日現在3560人が住んでおり、世帯数は1320世帯。そのうち男性が1742人、女性は1818人。